# Lucky (2011)
Lucky ist eine US-amerikanische Krimi-Komödie des Regisseurs Gil Cates junior aus dem Jahr 2011. In den Hauptrollen sind Colin Hanks und Ari Graynor zu sehen. Lucky kam am 15. Juli 2011 in die US-amerikanischen Kinos. Eine deutschsprachige Synchronfassung gibt es bisher nicht.

## Handlung
Nachdem Ben 36 Millionen Dollar im Lotto gewinnt, heiratet ihn Lucy, um an das Geld zu kommen. Gerade als sie beginnt, für ihn echte Gefühle zu entwickeln, findet sie heraus, dass er ein Serienmörder ist, dessen Opfer alle wie Lucy aussehen. Das hält sie aber nicht von ihrem Traum vom großen Geld ab, auch wenn sie langsam ihren Verstand verliert und alle Leichen besser vergraben muss, um Ben nicht auffliegen zu lassen.

## Produktion und Veröffentlichung
Der Film entstand bei Ten/Four Pictures und Mirabelle Pictures unter der Regie von Gil Cates junior, der mit Caitlin Murney auch verantwortlicher Produzent war. Das Drehbuch schrieb Kent Sublette. Die Musik komponierte John Swihart, außerdem enthält der Film das Lied I Choose Happiness von David Choi.
Am 15. Juli 2011 kam der Film in die amerikanischen Kinos, vertrieben von Phase 4 Films. Später wurde er auch in Rumänien, Russland und Ungarn veröffentlicht.